# 雷斯上校
強尼·雷斯上校（英語：Colonel Johnny Race）是阿嘉莎·克莉絲蒂推理小說中的虛構人物，共在《褐衣男子》等四部小說中登場。前英國陸軍上校，曾擔任英國軍情五處反情報處的領導人。他也認識偵探赫丘勒·白羅，並在《底牌》和《尼羅河謀殺案》中與之聯手查案。《魂縈舊恨》一案中，已步入晚年的雷斯上校著手調查朋友喬治·巴頓中毒身亡的案件。

## 登場作品
- 《褐衣男子（英语：The Man in the Brown Suit）》（1924年）
- 《底牌（英语：Cards on the Table）》（1936年），與赫丘勒·白羅、阿蕊登·奧利薇和巴鬥主任一同登場。[2]
- 《尼羅河謀殺案》（1937年），與赫丘勒·白羅一同登場。
- 《魂縈舊恨》（1945年）

## 演員
- 1978年電影《尼羅河謀殺案》，由大衛·尼文飾演[3]。
- 電視劇《大偵探白羅》第十季第二集《底牌》，由Robert Pugh飾演。